# غارتثورن
غارتثورن (بالإنجليزية: Gärsthorn)‏ هو أحد جبال سلسلة جبال الألب البرنية وجزء من القمة الأم يقع في كانتون فاليز، سويسرا. يبلغ ارتفاع الجبل حوالي 2964 متر، بينما يبلغ ارتفاع نتوء الجبل 208 متر.